# Moka (Mauritius)
Moka ist ein Ort im gleichnamigen Distrikt Moka in Mauritius an der Grenze zum Distrikt Plaines Wilhems. Das Dorf wird durch das Moka Village Council unter der Aufsicht des Moka District Council verwaltet. Nach einer Zählung von Statistics Mauritius 2011 hatte der Ort 8846 Einwohner.

## Geographie
Die Höhenmarke des Ortes liegt bei 203 m, Ortsteile steigen bis auf 425 m an. Moka liegt in Luftlinie etwa 2 km südlich von Port Louis, der Ort ist jedoch recht abgelegen, da er durch die Moka Range deutlich von der Stadt abgetrennt wird. Der Berg Le Pouce („Der Daumen“) liegt in der Nähe und kaum 500 m östlich liegt die Stadt Beau-Bassin Rose-Hill, die jedoch ebenfalls durch einen Berggrat abgetrennt ist. Réduit ist ein Teilort, in dem Le Château de Réduit (die Residenz des Präsidenten) und die University of Mauritius (Université de Maurice) liegen. Außerdem befindet sich der Sitz der Mauritius Broadcasting Corporation und des Mahatma Gandhi Institute im Ortsgebiet.

## Bildung
In Moka befinden sich einige Schulen und Institute: Die University of Mauritius, das Charles Telfair Institute, die Le Bocage International School, das Mahatama Gandhi Institute, sowie Mahatma Gandhi Secondary School, St. Mary Roman Catholic School und Ecole du Centre.

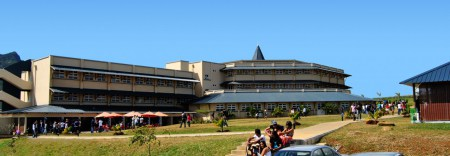
Campus der University of Mauritius

## Institutionen
Im Ort befinden sich auch das Agricultural Marketing Board (AMB), eine große Handelsorganisation für Landwirtschaftliche Produkte, das Subramaniam Bharati Eye Centre (Moka Eye Hospital) und die katholische Kirche Notre Dame du Bon Conseil Chapel.

## Geschichte
Moka liegt zentral in Mauritius und hat in den letzten Jahren einen Bauboom erlebt. Dies hängt unter anderem mit der Gründung der „CyberCity“ in zwei km Entfernung zusammen (Ebène City). Zusätzlich hatte ein Einbruch der Preise für Zucker ein Umschwenken der Zuckerplantagen auf Immobilieninvestitionen zur Folge. Die Europäische Union und die Welthandelsorganisation waren nicht bereit gewesen, Mauritius bessere Preise für Zucker zu bieten. Zwischen 2004 und 2006 wurden in Moka fünf Wohngebiete gebaut.

## Klima
In Moka herrscht Monsunklima mit dem wärmsten Monat im Februar und dem kühlsten im August. Temperaturen wechseln zwischen 28 °C im Februar und 15 °C im August. Trockenzeit ist im Oktober, Regenzeit im Februar.

## Persönlichkeiten
- Thomas Shadrach James, australischer Pionier
- Jean Vinson (1906–1966), französisch-mauritischer Entomologe
- Maurice Piat (* 1941), Spiritaner, Bischof von Port-Louis 1993–2023